# Goalball

Olimpijski piktogram z paraolimpiady Pekin 2008

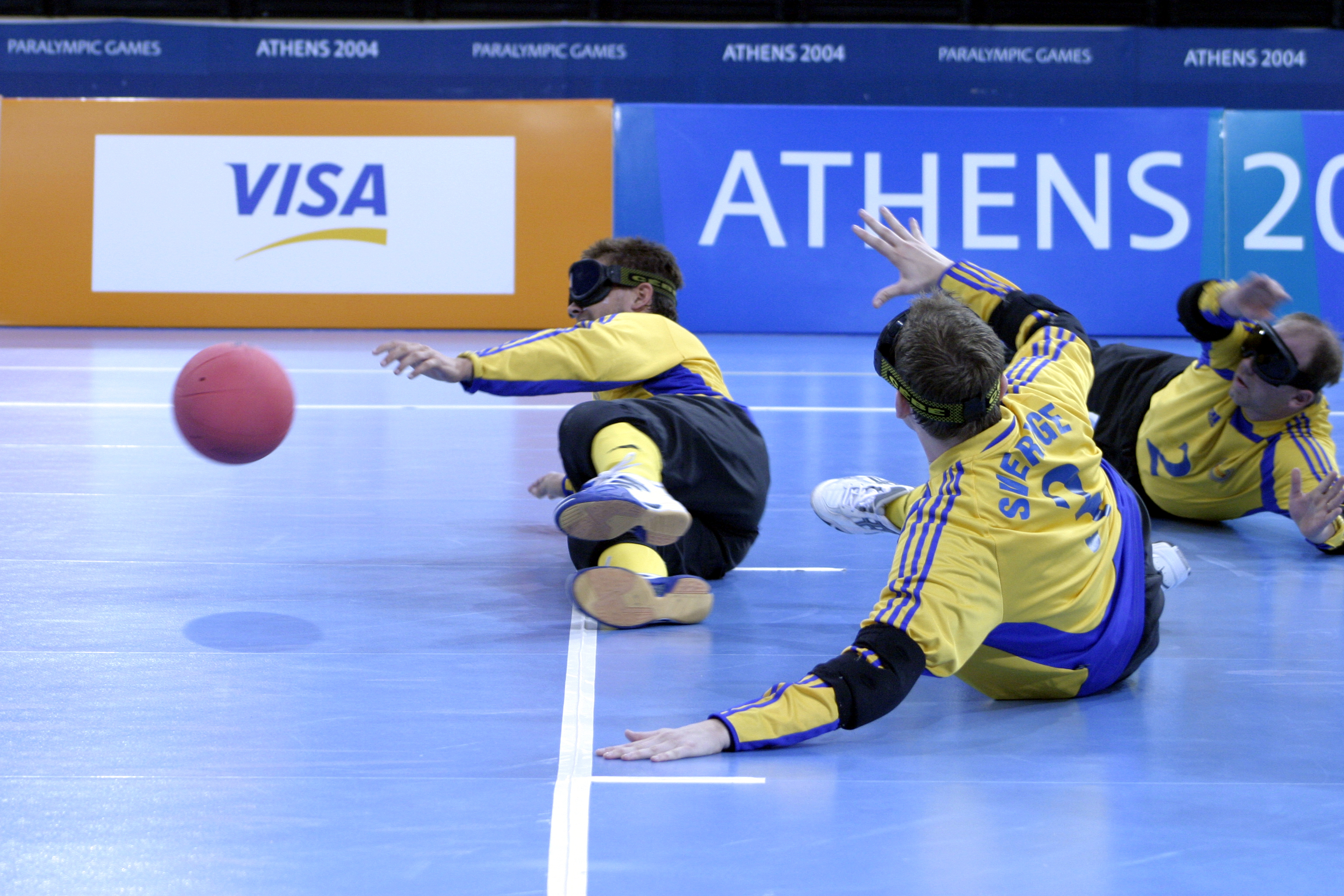
Mecz, igrzyska paraolimpijskie w Atenach

Goalball – gra drużynowa dla osób niewidomych i słabowidzących. Została stworzona w 1946 roku przez Niemca Seppa Reindle i Austriaka Hansa Lorenzena w ramach doskonalenia sposobów rehabilitacji niewidomych weteranów II wojny światowej.

## Zasady
Drużyna składa się z trzech zawodników, grających z zasłoniętymi oczami, broniących bramki o wysokości 1,3 metra zajmującej całą szerokość boiska. Boisko do goalballa ma 9 × 18 m i podzielone jest na trzy strefy: bramkową (na szerokość 3 m od bramki), rzutu (3 m za strefą bramkową) i strefę środkową, zajmującą szerokość 6 m na środku boiska. Piłka musi być toczona. Podczas rzutu musi dotknąć strefy rzutu zarówno drużyny rzucającej, jak i broniącej. Po pierwszym kontakcie piłki z zawodnikiem drużyny broniącej drużyna ta ma 10 sekund na odrzucenie piłki. Za przewinienia drużyna może otrzymać rzut karny – jeden zawodnik broni całej bramki. Gra trwa 2 razy po 12 min. Piłka zawiera dzwoneczki i waży 1,25 kg. Mecze rozgrywane są w absolutnej ciszy. Dla wyrównania szans zawodników niewidomych i słabowidzących, podczas meczu goalballa gracze mają zaklejone specjalnymi plastrami oczy oraz dodatkowo noszą nieprzezroczyste gogle. Wszystkie linie na boisku są wyklejone plastrem, pod którym znajduje się sznurek w celu ułatwienia poruszania się i orientacji na nim, gdyż zawodnicy jedną ręką niemal cały czas dotykają podłoża.

## Goalball na świecie
W goalball rozgrywane są mistrzostwa świata, Europy i Polski. Jest to dyscyplina paraolimpijska od 1976 roku i jest pierwszą oficjalną olimpijską grą zespołową dla osób niewidomych i słabowidzących.
Obecnym mistrzem paraolimpijskim (2016) jest reprezentacja Litwy (wśród mężczyzn) oraz Turcji (wśród kobiet).
Obecnym mistrzem świata (2018) jest reprezentacja Brazylii (wśród mężczyzn) oraz Rosji (wśród kobiet).
Obecnym mistrzem Europy (2019) jest reprezentacja Niemiec (wśród mężczyzn) oraz Turcji (wśród kobiet).

## Goalball w Polsce
Obecnym mistrzem Polski (2015) jest drużyna Katowic, natomiast wicemistrzem drużyna Wrocławia. Obecnym mistrzem Polski juniorów (2015), jest drużyna Wrocławia.
W Polsce rozgrywane są także Puchary Polski - w 2015 roku zwycięzcą Pucharu Polski była drużyna Białegostoku, natomiast Puchar Polski "Silesia Cup" zwyciężyła drużyna Wrocławia.